# Alloxylon flammeum
Alloxylon flammeum са вид дървесни двусемеделни растения от семейство Протейнови (Proteaceae).

## Разпространение
Срещат се в ограничена област от екваториалните гори на Куинсланд в Австралия. Видът се смята за уязвим, тъй като голяма част от местообитанията му са превърнати в обработваеми земи.

## Описание
В естествени условия достига 33 m височина и 60 cm диаметър на стъблото. Видът се отглежда и като декоративно дърво, но при изкуствено отглеждане размерите му са по-малки – до 10 m височина.